# نریا رودریگز
نریا رودریگز رودریگز (گاوا، بارسلونا، ۷ فوریه ۱۹۹۹) یک خواننده اسپانیایی است که به دلیل شرکت در برنامه عملیات پیروزی ۲۰۱۷ به شهرت رسید.
در ۱۴ سالگی، او در آزمون‌های کور برنامه تله‌سینکو، صدای بچه‌ها شرکت کرد، ولی سرانجام انتخاب نشد.

## حرفه

### تلویزیون
| تلویزیون         | تلویزیون                       | تلویزیون           | تلویزیون                          | تلویزیون |
| سال              | برنامه                         | کانال              | نقش                               |          |
| ---------------- | ------------------------------ | ------------------ | --------------------------------- | -------- |
| ۲۰۱۴             | صدای بچه‌ها                     | تله‌سینکو           | شرکت کننده - حذف شد               |          |
| ۲۰۱۷–۲۰۱۸        | عملیات پیروزی ۲۰۱۷             | لا ۱               | شرکت کننده - نهمین اخراج شده      |          |
| ۲۰۱۸             | عملیات پیروزی ۲۰۱۸             | لا ۱               | مهمان                             |          |
| ۲۰۱۸; ۲۰۱۹; ۲۰۲۰ | پاساپالابرا                    | تله‌سینکو و آنتنا ۳ | مهمان                             |          |
| ۲۰۱۹             | La mejor Canción Jamás Cantada | لا ۱               | شرکت کننده با رائول وازکز و مهمان |          |
| ۲۰۱۹             | Trabajo Temporal               | لا ۱               | مهمان با آگونی                    |          |
| ۲۰۲۰–۲۰۲۱        | تو کارا من سوئنا               | آنتن ۳             | شرکت کننده - فینالیست دوم         |          |

### تک آهنگها
- ۲۰۱۸: «Y ahora no".[۳]
- ۲۰۱۹: «گزینه دوم شما»
- ۲۰۱۹: "شب خاموش"
- ۲۰۲۱: "خاطرات"
- ۲۰۲۱: "دو یا هیچ"
- ۲۰۲۱: "پاپالونز"
- ۲۰۲۲: "نشانه ها"
- ۲۰۲۲: "مالیبو"
- 2022: "RSVP" با حضور دومینیک کلاین
- ۲۰۲۳: "برای اولین بار"
- ۲۰۲۳: «روزاس» با حضور ساندرا گروو
- ۲۰۲۳: «ببخشید اگه فراموشت کردم» با حضور Última Llave

### آلبوم‌های چند آهنگه
- ۲۰۱۹: «دسامبر»
- ۲۰۲۱: «دو یا هیچ»